# 思并法
思并法（Hso Pem Hpa；—1377年），又译思炳法，《嘿勐咕勐》作思恒法（德宏傣文：ᥔᥫᥴ ᥑᥪᥢᥲ ᥜᥣᥳ）:87，中国史籍《百夷传》作昭并发，《滇考》作昭併。麓川君主，思可法长子，思氏王朝第二代君主。

## 生平
1363年:330，思可法将军权交给思并法，麓川军南下攻打缅甸诸邦。麓川军首先攻克太公城，太公国王南逃实皆；麓川军抵达实皆，实皆国王弃城而逃，麓川军诛杀太公国王；随后横渡伊洛瓦底江，攻克彬牙王国，将彬牙国王那腊都掳走并囚禁在麓川，时为1364年:330。实皆与彬牙遭到麓川军的打击而迅速败落，不久后相继亡国:331。
1369年，思可法去世，思并法继位。思并法在位八年，任内将都城迁至姐勒，百姓安居乐业。1377年去世，麓川君位由长子思秀法继承:60。

### 其它记载
《嘿勐咕勐》记载，思并法在位仅一年就去世，王位本来将由长子思秀法继承，但是被叔父思戛法篡位，思秀法流亡缅甸:88。
《兴威编年史》记载思并法在位两年去世。
《孟定土司源流》、《麓川思氏谱牒》两份孟定土司的文献记载，思并法于1382年继位，在位19年。但据明朝史籍《百夷传》，1382年的麓川君主是思瓦法、思伦法。
英国学者内伊·埃里亚斯根据印度阿萨姆和缅甸的文献整理出《上缅甸和云南西部掸族历史概述》一书，当中记载思并法（Chao-Pin-pha，即召并法）于1250年继位，在位32年:27。